# ألفا روميو سبيدر
ألفا روميو سبيدر (بالإنجليزية: Alfa Romeo Spider)هي سيارة تم إنتاجها من قبل شركة ألفا روميو للسيارات الإيطالية.

## معرض صور

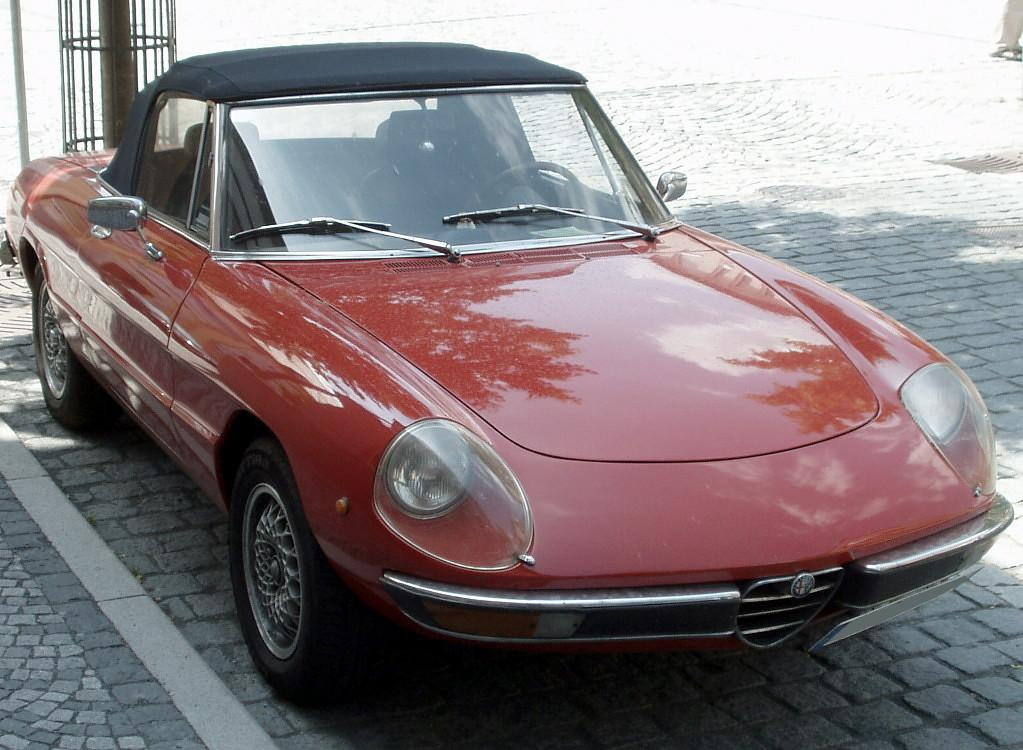
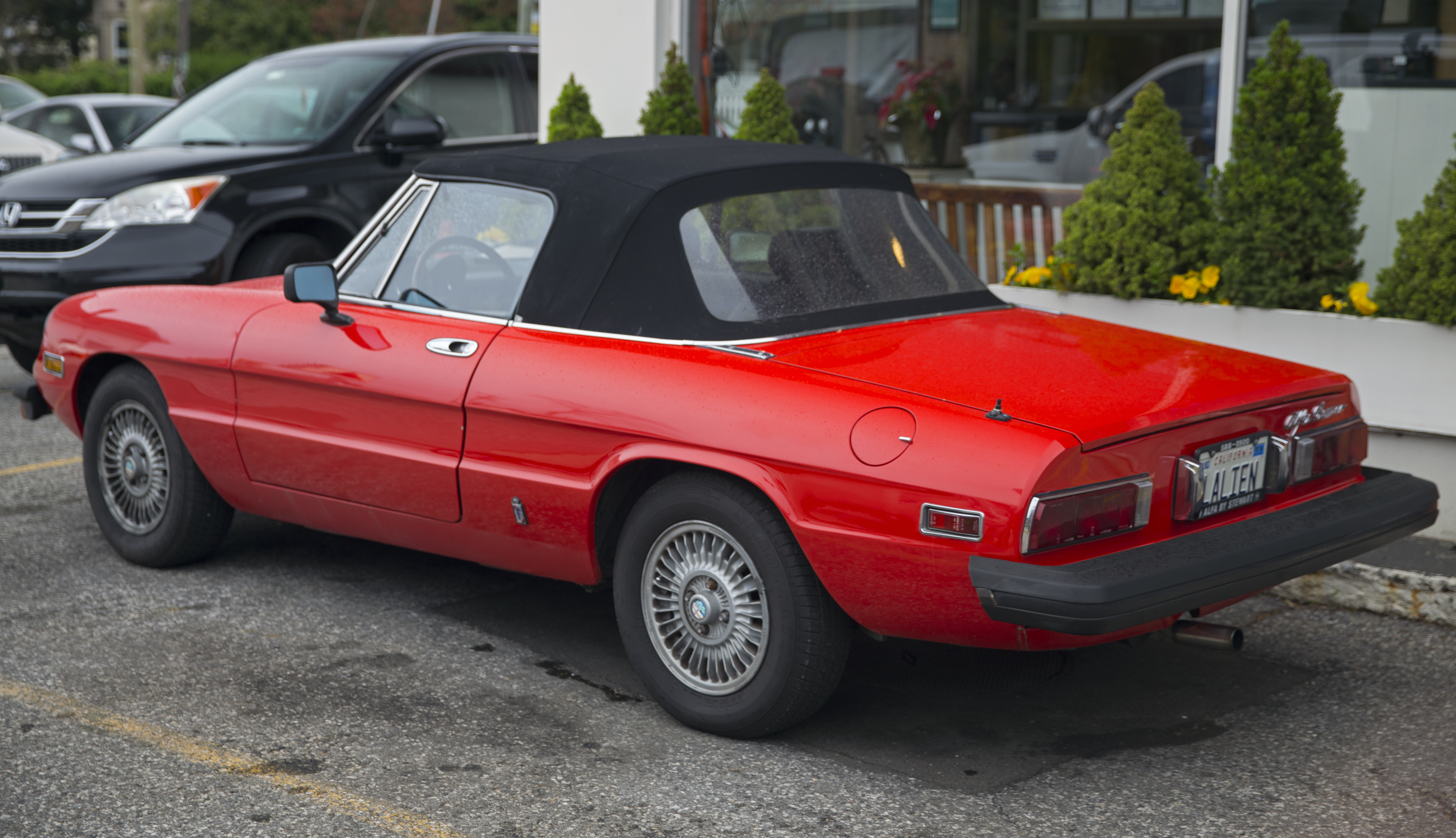
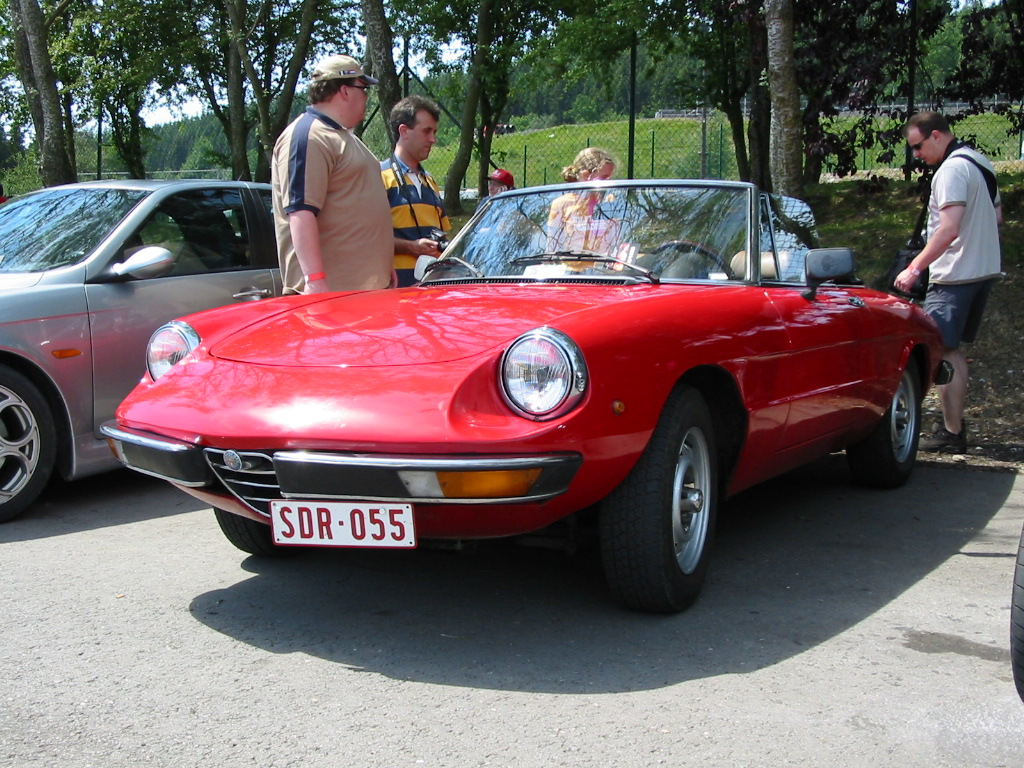